# Minus the Bear
Minus the Bear - это группа, сформированная в Сиэтле штат Вашингтон. В группе отличились бывшие участники Botch, Kill Sadie, and Sharks Keep Moving.
Их звук — это комбинация гитарного звука и электроники, с утончённой ритмической структурой композиции. Название Minus the Bear родилось из шутки внутри коллектива, относящейся к ТВ шоу восьмидесятых BJ and the Bear.
Отдельные треки, такие как «Hooray» и «Houston We Have Uh-Oh…» были отмечены на популярных Интернет сайтах, таких как Pure Volume.
2 января 2006 года Мэт Бейлс (Matt Bayles) — клавишник и продюсер Minus the Bear заявил о своём уходе из группы, объяснив это тем, что решил сфокусироваться на продюсерской деятельности. Его последнее выступление с группой было 28 января 2006 года.
Впоследствии он был заменён на Алекса Роуза (Alex Rose), который был звукорежиссёром на при записи последнего альбома Menos el Oso. Альбом ремиксов с Menos el Oso названный Interpretationes del Oso был издан 20 февраля 2007.
Следующий полноценный альбом группы названный Planet of Ice который был ангажирован на 21 августа 2007 года . В Planet of Ice будет 10 треков и песня «Dr. L’Ling» была издана на суд публики в апреле.

## Участники группы
- Dave Knudson — гитара
- Cory Murchy — бас-гитара
- Alex Rose — клавишные
- Jake Snider — вокал, гитара
- Erin Tate — ударные

### Бывшие участники
- Matt Bayles — keyboards/drum machine
- Scott West — гитара

### Приглашённые гости
- Amy Blaschke — On Highly Refined Pirates
- Heather Duby — On Menos el Oso and They Make Beer Commercials Like This

## Дискография
- 2001 This Is What I Know About Being Gigantic

Suicide Squeeze Records
EP
- 2002 Bands Like It When You Yell „Yar!“ at Them

Suicide Squeeze Records
EP
Promotional EP for Highly Refined Pirates.
- 2002 Highly Refined Pirates

Suicide Squeeze Records
LP
- 2004 They Make Beer Commercials Like This

Arena Rock Recording Co.
EP
- 2005 Menos el Oso

Suicide Squeeze Records
LP
Last album with Matt Bayles as a member.
- 2005 The City on Film|City on Film

Split
Polyvinyl Record Co.
Split 7»
Features one remixed track from each band. Minus the Bear contributes «This Ain’t a Surfin' Movie», remixed by IQU.
- 2007 Interpretaciones del Oso

Suicide Squeeze Records
Remix LP
Remixes of each song from Menos el Oso.
- 2007 Planet of Ice

Suicide Squeeze Records
LP
First album with Alex Rose as a member.
- 2010 OMNI

Dangerbird Records
LP
- 2012 Infinity Overhead

Dangerbird Records LP

## Клипы
- «The Game Needed Me» from Menos el Oso.
- «Pachuca Sunrise» from Menos el Oso.
- My time
- Hold me down
- Steel and blood
- Knights